# Anders Wastensson
Anders Wastensson, född 7 augusti 1802 i Styrstads församling, Östergötland, död 17 december 1864, var en svensk präst.

## Biografi
Anders Wastensson föddes 1802 på Sidkälla i Styrstads församling. Han var son till nämndemannen Waste Olof Hansson och Anna Katarina Olofsdotter. Wastesson blev 1820 student vid Uppsala universitet och prästvigdes 1830. Wastesson blev 1843 kyrkoherde i Västerviks församling och avled 1864.

### Familj
Wastensson gifte sig 19 december 1842 med Maria Amalia Johanna Fallenius (1818–1892), dotter till kyrkoherden i Stockholm. De fick tillsammans barnen Carl Johan Maximilian Wastensson (1844–1882) och Vaste Carl Vilhelm Wastensson (1844–1844).